# مدرسة بيشكك الدولية
مدرسة بيشكك الدولية هي مدرسة دولية تم تأسيسها في بيشكك من قبل مجموعة من الآباء الأجانب والمحليين لتكون مدرسة مجتمعية غير ربحية وتم تسجيلها بشكل قانوني كمؤسسة غير ربحية في جمهورية قيرغيزستان في الأول من ديسمبر لعام 2010، 1 ديسمبر 2010.
عُقد أول اجتماع للمجلس الاستشاري المدرسي مع المنسقة المؤقتة للحكومة الانتقالية في جمهورية قيرغيزستان، واسمها روزا أوتونباييفا ، في السادس عشر من مايو لعام 2011 (16 مايو 2011) وذلك فيمقر وزارة التعليم.  
بدأت المدرسة استقبال الطلاب في سبتمبر 2011 ، في مبنى تم تشييده كمدرسة ولكن لم يتم استخدامه لهذا الغرض لسنوات عديدة قبل أن تشتريه مؤسسة المدرسة في يوليو 2011. زادت أعداد الطلاب من 20 طالبًا في عام 2011 إلى 300 طالب في عام 2019.  سميت المدرسة بداية باسم «المدرسة الأوروبية في آسيا الوسطى» وتم تغييره الاسم لاحقا إلى ESCA - مدرسة بشكيك الدولية (BIS) في عام 2016 لتتوافق مع الاعتماد كمدرسة IB عالمية.

## الاعتماد الأكاديمي
تم اعتماد مدرسة بيشكك الدولية من قبل رابطة بريطانيا الجديدة للمدارس والكليات (NEASC) للتعليم الدولي (CIE) من نوفمبر 2018.
توفر مدرسة بيشكك الدولية شهادة بكالوريا دولية معتمدة، كما تعتبر مدرسة للبكالوريا العالمية، وتقدم برنامج دبلوم البكالوريا الدولية، وبرنامج البكالوريا الدولية IB وبرنامج البكالوريا الدولية للسنوات المتوسطة.
دبلوم البكالوريوس الدولية هو برنامج تعليمي مدته سنتان ويستهدف في المقام الأول الطلاب الذين تتراوح أعمارهم بين 16 و18 عامًا ويوفر لهم تأهيلا مقبولًا دوليًا للالتحاق بالتعليم العالي، وهذا البرنامج مقبول من قبل العديد من الجامعات في جميع أنحاء العالم. يعمل برنامج البكالوريا الدولية للسنوات الابتدائية من خلال مرحلة ما قبل المدرسة والمدرسة الابتدائية، ويتم تقديم برنامج البكالوريا الدولية للسنوات المتوسطة في المدرسة المتوسطة.
كما تم اعتماد المدرسة كمدرسة كامبردج الدولية من قبل كامبردج للتقييم الدولي للتعليم. وتقدم حاليا الشهادة الدولية العامة للتعليم الثانوي (IGCSE) وجائزة مجموعة شهادة التعليم الدولية.
اعتمدت وزارة التعليم والعلوم التابعة لجمهورية قيرغيزستان مدرسة بيشكك الدولية بشكل كامل في مايو 2018 لتقديم المناهج الوطنية مع امتحانات في الصف التاسع والصف 11 لشهادة الدولة للتعليم الثانوي.

## التعليم
تقدم مدرسة بيشكك الدولية برنامج دبلوم البكالوريا الدولية IB ، وهو برنامج تعليمي مدته سنتان للطلاب الذين تتراوح أعمارهم بين 16 و 18 عامًا، ويوفرهذا البرنامج فرص الانتساب إلى العديد من الجامعات في جميع أنحاء العالم.
بالنسبة للطلاب الذين تبلغ أعمارهم 11-14 عامًا، تتبع المدرسة برنامج البكالوريا الدولية في السنوات المتوسطة، ثم يتم انتخاب اختبار شهادة كامبريدج الدولية للتعليم الثانوي (IGCSE) في سن 16 عامًا. وإلى جانب المناهج الأكاديمية، توفر المدرسة برنامجًا تعليميًا شاملًا بما في ذلك التعليم العام والفن والموسيقى والرقص ومجموعة واسعة من الأنشطة اللاصفية.
ويمتد التعليم الابتدائي من سن 5 إلى 11 سنة، بعد برنامج السنوات الابتدائية في البكالوريا الدولية. كل فصل لديه اثنين من المعلمين وأحجام الفصول الصغيرة. ويشمل البرنامج التعليمي اللغة الإنجليزية والرياضيات والعلوم والفن والموسيقى والتربية البدنية والرقص وتكنولوجيا المعلومات والاتصالات والجغرافيا والتاريخ واللغة الروسية أو القيرغيزية كخيار للغة الثانية والفرنسية أو الماندرين أو الإنجليزية الإضافية كخيار لغة ثالثة.
تقبل مرحلة ما قبل المدرسة الأطفال من سن 2 إلى 5 سنوات في ثلاث فصول وتتبع برنامج السنوات الابتدائية في البكالوريا الدولية من سن 3 سنوات.

## الطلاب
انتسب في مدرسة بيشكك الدولية حوالي 300 طالب، تتراوح أعمارهم بين سنتين وثمانية عشر عاماً، يمثلون أكثر من 30 بلداً. تقبل المدرسة جميع الطلاب بغض النظر عن قدرتهم أو جنسهم أو عرقهم أو لغتهم أو معتقدهم الديني ويتم تشجيع الجميع على المشاركة في جميع الأنشطة المدرسية. 55 في المئة من الطلاب هم مواطنون أميركيون وآسيويون وأوروبيون، وهم أبناء موظفي السفارات والمنظمات الدولية والأعمال التجارية الدولية أو المنظمات غير الحكومية. و45 في المائة من الطلاب مواطنون قيرغيزيون. لضمان النهج الدولي للمدرسة وتعزيز التفاعل الثقافي بين الطلاب من العديد من بلدان العالم المختلفة، تحد السياسة المدرسية من دخول الطلاب من أي بلد واحد إلى 50٪ كحد أقصى من جميع الطلاب. 

## أعضاء هيئة التدريس
يضم الكادر التدريسي للمدرسة الدولية في بيشكك خمسة وستين من أعضاء هيئة التدريس تتألف هيئة التدريس من المعلمين الدوليين ذوي الخبرة الواسعة والمعلمين الوطنيين ذوي المهارات الخاصة والذين يتقنون اللغة الإنجليزية بطلاقة.  في العامين 2018/2019 ،انضم خمسة وثلاثون مدرسا دوليا من كل من الدول التالية: الولايات المتحدة الأمريكية والمملكة المتحدة واليابان وفرنسا وبولندا وصربيا وجنوب إفريقيا وكوريا الجنوبية وأستراليا وتركمانستان وبلجيكا وكندا.

## الإدارة
المدرسة الدولية في بيشكك هي مدرسة مستقلة مع مجلس إدارة منتخب من تسعة أعضاء مهمتهم وضع الاستراتيجية والسياسة وضمان التمويل والاستدامة كمؤسسة غير ربحية. وعادة ما يعمل أعضاء المجلس لمدة ثلاث سنوات. يتم انتخاب ثلاثة أعضاء من قبل مؤسسي المدرسة، وثلاثة يتم انتخابهم من قبل جمعية الآباء، وثلاثة ينتخبهم المجلس الاستشاري للمدرسة.
يتم تضمين جميع أولياء أمور الطلاب في جمعية الآباء ويكون لهم دور نشط في الحياة المجتمعية للمدرسة. ويمثل المجلس الاستشاري مؤسسات دائمة في جمهورية قيرغيزستان تهتم بتطوير المدرسة والتعليم على نطاق أوسع في جمهورية قيرغيزستان. ولا يوجد في المدرسة رئيس واحد أو مدير واحد، ولكن لديها هيكل إداري جماعي يضم ما يصل إلى خمسة أعضاء في مجلس الإدارة التنفيذي.

## الرسوم والمنح الدراسية
مدرسة بيشكك الدولية هي مؤسسة غير ربحية، مملوكة من قبل المجتمع. تتلقى المدرسة تبرعات صغيرة من المؤسسين وغيرهم ولكن ليس لديها متبرع رئيسي للاستثمار. يتم تمويل جميع التكاليف من الرسوم المدرسية التي يتم تحديدها على مستويات تضمن الاستدامة. يتم إعادة استثمار أي فائض في المدرسة بهدف خفض تكلفة الرسوم في نهاية المطاف لجعل الحصول على التعليم أكثر سهولة. يتوفر لدى المدرسة لديها صندوق للمنح الدراسية للأطفال الموهوبين ولكنهم محرومون من التعليم ولا يستطيعون دفع الرسوم المدرسية. يتم الإعلان عن المنح الدراسية على نطاق واسع وهي متاحة على أساس تنافسي مفتوح من خلال فحص الطلاب وتقييم قدرة الوالدين المالية 

## روابط خارجية
- الموقع الرسمي